# المالی (شاوشات)
المالی (به ترکی استانبولی: Elmalı) یک منطقهٔ مسکونی در ترکیه است که در شاوشات واقع شده‌است. المالی ۹۱ نفر جمعیت دارد.